# 에스테반 얀
에스테반 루이스 얀(Esteban Luis Yan, 1975년 6월 22일 ~ )은 도미니카 공화국의 야구 선수이자, 일본 프로 야구 한신 타이거스, KBO 리그 SK 와이번스에서 활동했던 외국인 선수이다. 2008년 7월 케니 레이를 퇴출시키고 영입해 활동했다. 시즌 후 재계약하지 않았는데 한신 시절인 2006년 12보크로 일본프로야구 단일시즌 최다보크 기록을 보유하고 있다.